# Dolní Luby (železniční zastávka)
Dolní Luby jsou železniční zastávka, nacházející se na trati Tršnice – Luby u Chebu, v blízkosti malé vesnice Dolní Luby, v okrese Cheb.

## Popis zastávky
Zastávka se nachází v blízkosti přejezdu P123, její nástupiště je tvořeno betonovými panely. Zastávka je vybavena zděným přístřeškem. Na zastávce se nenachází žádná informační tabule, ani rozhlas či další služby pro cestující. Není zde ani osvětlení.